# Karasjok
Karasjok este o localitate(zonă urbană) situată în partea de nord a Norvegiei,în provincia (fylke) Finnmark pe cursul inferior al râului Karasjohka. Este localitatea de reședință a comunei omonime. Traversat de artera de circulație E6.